# Nabatieh
Pour les articles homonymes, voir District de Nabatieh et Gouvernorat de Nabatieh.
 (avril 2018).
Si vous disposez d'ouvrages ou d'articles de référence ou si vous connaissez des sites web de qualité traitant du thème abordé ici, merci de compléter l'article en donnant les références utiles à sa vérifiabilité et en les liant à la section « Notes et références ».
Nabatieh (ou Nabatiyé) (النبطية) est une ville du sud du Liban.
Environ 75 000 résidents permanents dans Nabatieh même (Tahta et Fawka), et l'agglomération comprend une dizaine de villages aux alentours.
Nabatieh se situe au centre de “Jabal Amel”, nom historique du sud du Liban depuis le IIIe siècle av. J.-C. jusqu’à la constitution de l'État actuel du Liban en 1920. C'est aujourd'hui la capitale du gouvernorat de Nabatieh et le chef-lieu du district de Nabatieh.

## Géographie
Nabatieh (النبطية) (22 km au sud-est de Sidon, 53 km au sud de Beyrouth) est la plus grande ville du gouvernorat et du district de Nabatieh au Liban.

## Histoire
Située au cœur de Jabal Amel, la ville revêt une grande importance archéologique, bien que souvent négligée dans les études modernes. De plus, les instabilités financières et politiques de la région ont encore aggravé le manque de recherches futures.
Nabatieh est située dans l'arrière-pays de Sidon, et à l'époque antique, elle aurait été une route caravanière commune vers la Syrie et l'Orient. La ville étant située au pied des montagnes du Liban méridional, il est probable que les caravanes ou les marchands aient préféré éviter de traverser les montagnes enneigées et escarpées du Liban, qui culminent à 900-1200 mètres. En conséquence, la plupart des voyageurs auraient trouvé plus pratique de traverser les hautes terres verdoyantes où se trouve la ville actuelle, une altitude qui ne dépasse pas 500 mètres, et qui aurait été peuplée de colonies, de puits d'eau, de sources de nourriture, et peut-être même de haltes caravanières. Cette activité aurait non seulement assuré des implantations humaines permanentes, mais aussi une prospérité économique encore inconnue des archéologues et historiens.

### Étymologie de Nabatieh
L’étymologie de Nabatieh a été débattue au cours des dernières décennies et a suscité beaucoup d'intérêt chez les habitants. Une théorie propose une relation avec la « croissance » ou la « végétation » en phénicien, liée à la racine arabe نبت signifiant « germer » ou « croître ». Cependant, cette étymologie n'est pas correcte car le nom de la ville est orthographié نبطية (avec un ت arabe) et non نبتية (avec un ط arabe).
La théorie la plus acceptée relie le nom aux Nabatéens (orthographiés النبطي), une ancienne civilisation qui habitait le nord de l'Arabie et le sud du Levant, ce peuple avait pour capitale Pétra. Le nom de la ville Nabatieh est communément النبطية, signifiant au sens large « la Nabatéenne » sous une forme féminine.
Cette forme pourrait également être au génitif en raison de la présence de l'article défini. De plus, la féminisation pourrait avoir été utilisée pour l'accord du nom, ce qui signifie que la ville aurait pu être appelée par ses premiers habitants القرية النبطية, « le village des Nabatéens », ou peut-être un autre toponyme utilisant la forme féminine. En raison des origines possibles de la ville comme avant-poste commercial (expliqué ci-dessous), elle aurait également pu être appelée السوق النبطية, « le marché des Nabatéens », ou une autre variante qui aurait progressivement été réduite à النبطية.
Cela soulève une question clé : pourquoi la ville aurait-elle été nommée d'après les Nabatéens ? Surtout que leur domaine ne s'étendait pas jusqu'aux contreforts du mont Liban. Le royaume nabatéen (IIIe siècle av. J.-C. – 106 apr. J.-C.) a atteint son apogée entre 85 et 71 av. J.-C., période pendant laquelle ils contrôlaient Damas. Entre cette période et l'époque romaine, il existe des traces d'inscriptions et de monnaies nabatéennes à Sidon, qui était le port majeur le plus proche de Nabatieh. Ainsi, étant située dans l'arrière-pays et au pied des montagnes du Liban entre Sidon et Damas, la ville aurait pu être une halte commerciale ou une station de troupes pour les Nabatéens, d'où son nom. Une tradition moderne qui pourrait être héritée de cette ancienne fondation est le souk hebdomadaire (souq el-tanen) qui se tient chaque lundi et où les marchands des villages environnants viennent vendre leurs marchandises.
Bien que cette section relève de l'Antiquité, il convient de mentionner les Banu Amileh en lien avec les Nabatéens. Les Banu Amileh, qui ont donné leur nom à Jabel Amel, étaient une tribu ayant migré de l'Arabie vers le sud du Levant vers 200 av. J.-C., bien que certaines revendications avancent des dates antérieures. Les Banu Amileh, avec les tribus de Judham et de Balqayn, faisaient partie de la confédération nabatéenne, qui agissait comme foederati romains puis byzantins dans la région (Shahid 1997 : 390 - 391). Ces foederati chrétiens se sont opposés aux conquérants arabes musulmans au VIIe siècle et ont plus tard acquis un pouvoir considérable lors de l'arabisation du Levant. Ainsi, une connexion directe pourrait être établie entre les noms de la région et la ville.

### Préhistoire
La région de l'actuelle Nabatieh et des villages environnants a été habitée depuis la période néolithique. Des outils néolithiques et des artefacts associés à la culture de Qaraoun (5 000 – 20 000 ans avant le présent) ont été découverts dans les années 1960 dans le village voisin de Kfar Tebnit (à 4 km au sud-est) (Copeland 1966). Ces preuves archéologiques montrent qu'il y a eu une activité humaine dans la région depuis le Néolithique.

### Période phénicienne (âge du fer)
Bien que les données archéologiques soient limitées pendant la période préhistorique, les archives de la période phénicienne, bien que rares, offrent beaucoup plus d'informations. L'étymologie du village voisin de Kfar Tebnit est d'un grand intérêt. Le premier mot, « kfar », signifie village en araméen, et le second mot, « Tebnit », est lié au roi Tabnit, un roi sidonien, d'où le nom « village de Tebnit ». Ce roi est connu pour son sarcophage et son inscription phénicienne (KAI 13), désormais conservé au musée archéologique d'Istanbul. De plus, pendant cette période, la région de Nabatieh était sous la domination de Sidon, et il pourrait donc y avoir un lien entre le roi et le village.
La plus grande découverte archéologique dans la région à ce jour a eu lieu dans les années 1920 par Pierre Giugues lors d'une enquête sur les nécropoles de la région. Giugues a trouvé deux pointes de flèches, dont l'une portait une inscription phénicienne (KAI 20) qui se lit : flèche d'Addo, fils d'Akki. Cette pointe de flèche a été datée, en fonction de sa paléographie, du Xe siècle avant notre ère et est conservée au Louvre.

### Époque romaine et Croisades
Véritable carrefour des civilisations, de la Phénicie aux Romains, les croisés y installeront la forteresse de Beaufort à une dizaine de kilomètres.
Quant aux grandes familles de Nabatieh les Jaber, Chams, Sabbah, Bitar, la plupart d’entre elles seraient descendantes des Banu Amileh. Elles se seraient installées dans la région après la destruction du barrage de Marib au Yémen au IIIe siècle av. J.-C.[réf. nécessaire]

### XXIesiècle
Lors du conflit israélo-libanais de 2006, la ville a été l'objet de plus d'une quinzaine de frappes israéliennes.
Une grande partie de la ville est détruite par les bombardements israéliens en 2024 . Les souks de Nabatiyé, derniers vestiges d’une architecture vieille de centaines d’années, ont été détruits, ainsi que des dizaines d'immeubles. Des dizaines d’habitants ont par ailleurs tués dans des raids israéliens,,. Des frappes aériennes le 16 octobre notamment sur la mairie ont fait seize morts - dont le maire, un secouriste et plusieurs élus de la ville qui organisaient l’aide aux réfugiés - et cinquante-deux blessés,. Dix-huit personnes ont été tuées le 22 octobre, et cinq le lendemain, dans de nouveaux bombardements. Fin octobre seuls restaient 4 000 des 80 000 habitants qui y résident habituellement ; au Liban, en octobre 2024, plus d'un million de Libanais ont dû abandonner leurs foyer et sont devenus des déplacés. Huit secouristes ont été tués par une frappe israélienne sur leur centre le 18 novembre.
Amnesty International adresse à l'ONU, le 12 décembre 2024, un rapport documentant ce que cette organisation considère comme des crimes de guerre de l'armée israélienne ; parmi les quatre cas emblématiques évoqués dans le rapport figure la frappe israélienne contre le siège de la municipalité de Nabatiyé le 16 octobre 2024.

## Monuments historiques
Le château de Belfort ou de Beaufort, connu en arabe sous le nom de Shqif Arnun, le mot shqif étant un terme syriaque signifiant haut rocher, se dresse au sommet d'une colline surplombant la vallée de la Bekaa au sud, en direction de Damas. Cette forteresse est accessible depuis le village d'Arnoun (en), situé à 7 kilomètres au sud-est de Nabatieh. Il n'existe aucune preuve concluante de l'âge de ce château ni de son bâtisseur.
Nabatieh compte deux mosquées historiques. L'une d'elles a été construite au XVIe siècle et se trouve au centre de la ville. L'autre, connue sous le nom de « mosquée du Prophète », date de la période mamelouke et se trouve à Nabatieh al Fawqa (en) .

## Personnalités
- Sheikh Ahmed Reda (1872–1953)
- Mohammed Jaber al-Safa (1875–1945)
- Ahmed Aref El-Zein (en) (1884–1960)
- Hassan Kamel Al-Sabbah (1894–1935), ingénieur électricien et inventeur
- Anwar Sabbah (en) (1933–2024), homme politique et ministre du gouvernement[15]
- Hicham Jaber (né en 1942)
- Yassine Jaber (né en 1951)